# Greg Norman
Gregory John Norman, detto Greg (Mount Isa, 10 febbraio 1955), è un golfista e imprenditore australiano  soprannominato Lo Squalo Bianco o semplicemente Lo Squalo.
Si è rivelato uno dei golfisti più amati dal pubblico, sia per il suo particolare stile di gioco aggressivo sia per gli atteggiamenti carismatici e lo stesso look ispirati a un velato anticonformismo trasgressivo. È ritenuto uno dei golfisti più completi degli anni Ottanta e Novanta, anche se non ha raggiunto tutti i traguardi che sembravano alla sua portata. Animato dalla passione per il golf fin da adolescente, ha cominciato a ottenere risultati di rilievo in campo internazionale gia nella seconda metà degli anni Settanta.
Miglior giocatore del mondo dal 1986 al 1997, conquistò per tre volte il torneo World Matchplay (1980, 1983, 1986), l'Australian Masters (1980, 1983, 1984) e per due volte il British Masters (1981 e 1982). Nel 1993 si aggiudicò il British Open con un record di 267 colpi sulle quattro giornate di gara. Nel 1994 vinse il campionato americano professionisti in cui ha anche stabilito il record di 264 colpi, limite ancora imbattuto. Per tre volte è risultato il migliore della stagione quanto a premi vinti nel PGA Tour.
Alle sue doti tecniche e fisiche, Norman non ha tuttavia saputo unire una sufficiente continuità d'azione e di concentrazione nei tornei Major, tanto da conoscere diversi secondi posti nel corso della sua carriera in cui ha vinto 91 titoli (fino all'ottobre 2001), di cui solo due del Grande Slam: l'Open Championship del 1986 e del 1993. Ha occupato a lungo la prima posizione nella classifica mondiale dei migliori giocatori di golf. Nonostante alcune flessioni dovute al logorio fisico e psichico della sua lunga carriera, Norman è in pratica sempre rimasto fra i primi cinque golfisti del mondo. Nel 2001 è stato introdotto nella World Golf Hall of Fame.

## I primi anni
Norman è nato a Mount Isa, nel Queensland, in Australia da Merv e Toini Norman. Sua madre era figlia di un falegname finlandese, e suo padre un ingegnere elettrico. Da giovane, ha giocato a rugby e cricket ed era un appassionato surfista. Sua madre era una talentuosa golfista, con un handicap ad una sola cifra. Norman ha iniziato a giocare a golf a sedici anni ed entro un anno stava giocando con un handicap zero. Ha frequentato la Townsville Grammar School a Townsville, nel Queensland (iscritto nel 1964) per poi approdare nella Aspley State High School sul lato nord di Brisbane.

## Carriera

### 1976-1990
All'età di 20 anni, è stato assistente professionale di Billy McWilliam OAM al Beverley Park Golf Club di Sydney, New South Wales. La sua carriera iniziò come apprendista di Charlie Earp nel Royal Queensland Golf Club pro shop, guadagnando 38 dollari australiani a settimana. Nel 1976, Norman è passato al professionismo e quell'anno ottenne la sua prima vittoria al West Lakes Classic di Grange, un sobborgo di Adelaide. Entrò a far parte del PGA European Tour nel 1977 e nel 1982 vinse l'European Tour Order of Merit, un titolo che va al giocatore che conquista più premi in denaro nel circuito. Nel 1980 vinse il suo primo Australian Open, titolo che vincerà nel corso della carriera per sei volte complessivamente. L'anno seguente, si unì al PGA Tour e nell'84 ottenne la prima vittoria del circuito al Kemper Open. Divenne famoso in tutto il mondo una settimana dopo lo U.S Open del 1984, quando mise a segno un complicato putt alla 72ª buca per costringere Fuzzy Zoeller a giocare il play-off.

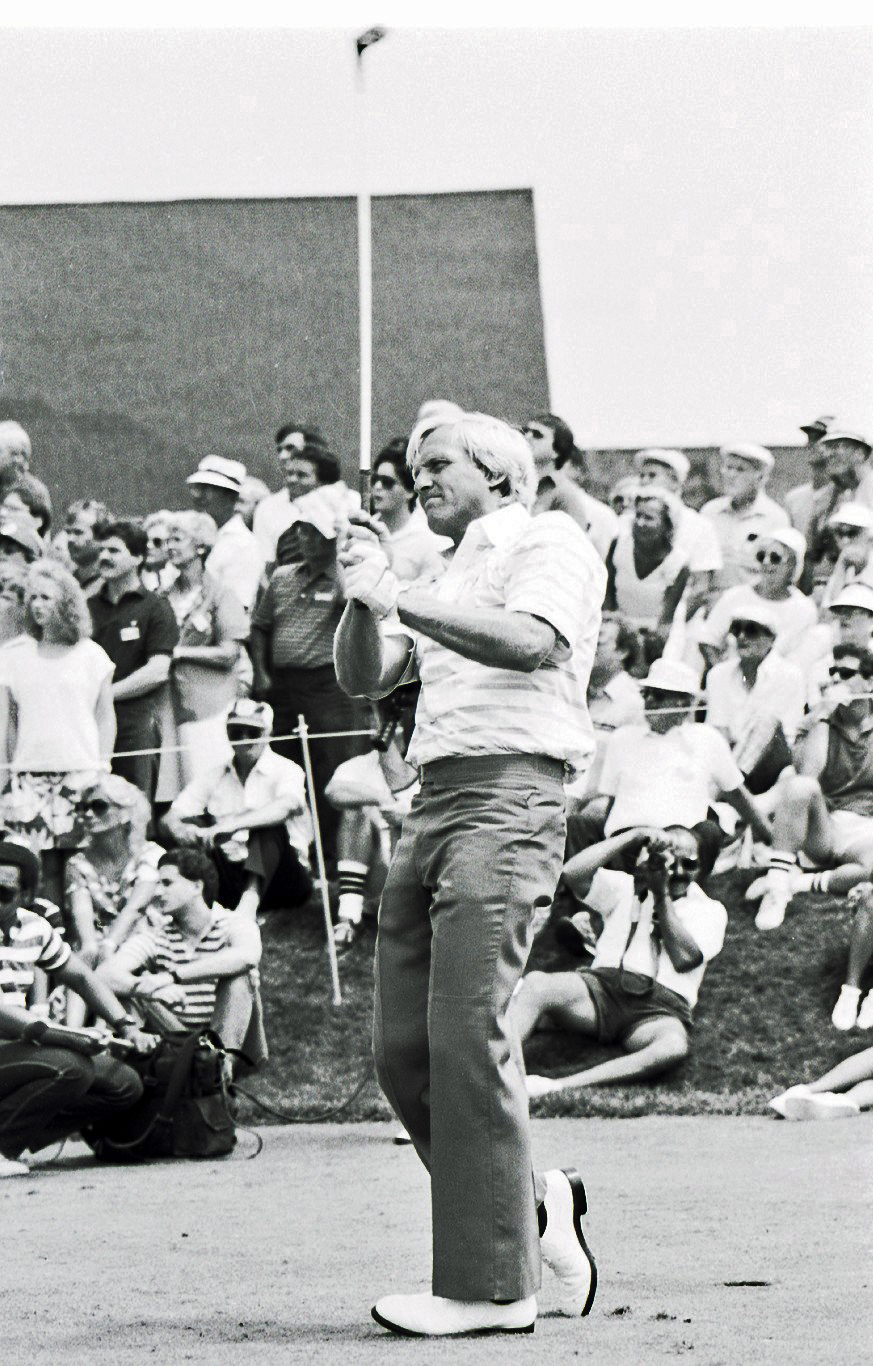
Greg Norman nel 1986.

Il giorno dopo arrivò secondo col punteggio di 75-67 a favore di Zoeller. Questa fu la prima di quelle che sarebbero state tante sconfitte ravvicinate, infortuni imprevisti e fallimenti durante la sua carriera. A luglio riuscì a lasciarsi alle spalle la sconfitta vincendo il Canadian Open e terminando quindi l'annata con due vittorie. Dopo essersi imposto nuovamente l'anno successivo nel massimo torneo australiano, il 1986 lo vide vittorioso in due eventi fissi del PGA Tour: il Panasonic Las Vegas Invitational e il Kemper Open (per la seconda volta), ma fu anche l'anno in cui è ricordato per il Norman Slam o il Saturday Slam. Fu al comando di tutti e quattro i major durante 54 buche. Questo significa che ha giocato nel gruppo finale per ogni major ed ebbe forse la più grande occasione nella storia di vincere il Grande Slam.
Quell'anno fu in grado di vincere solo l'Open Championship. Al Masters del 1986 è stato al comando con Seve Ballesteros per 9 buche di domenica. Alla decima buca fece un doppio bogey sul par 4 perdendo la testa della classifica. Con Norman apparentemente fuori dai giochi il focus venne spostato verso Jack Nicklaus, Tom Kite e Ballesteros. Inseguendo i giocatori al comando, con quattro birdie consecutivi dalla buca 14 alla 17ª Norman è stato in grado di ricongiungersi al gruppo in vetta e, infine, di raggiungere la prima posizione a pari merito con Jack Nicklaus. Dopo il tee shot alla 18, sollecitò troppo il colpo di approccio al green sicché la palla arrivò fino agli spettatori e terminò con un bogey quando col par avrebbe ottenuto uno spareggio.
Vacillò anche allo U.S Open, rassegnando un 75 il giorno finale a Shinnecock Hills. Ha finalmente sfondato all'Open Championship per il suo primo titolo Major. Norman ottenne un brillante 63 il venerdì, e resistette alle condizioni brutali del weekend per vincere con 5 colpi di vantaggio. Fu di nuovo in competizione al PGA Championship dimostrando una sorprendente resistenza mai vista durante tutti e quattro i Majors. Ancora una volta Norman si trovò in testa a Inverness prima di inciampare di nuovo la domenica. Chiaro favorito per il titolo, conseguì invece un 76. Il torneo è famoso per l'hole-out di Bob Tway dal bunker di sponda del green sulla 72ª buca. Alla fine Tway vinse con un vantaggio di due colpi su Norman. Nel 1986 Norman fu eletto migliore giocatore nel mondo: vincitore al PGA Tour d'Australia per la quinta volta e alla lista premi in denaro al PGA Tour per la prima volta. Norman concluse l'anno posizionandosi ufficialmente come numero 1 nell'Official World Golf Rankings. L'anno seguente Norman si trovò ancora in testa al Masters.
Dopo aver ottenuto il pareggio dei par su 72 buche, ebbe accesso alla finale contro Larry Mize. Durante la seconda buca della finale, colpì la palla mandandola sul green con la possibilità di fare un birdie; Mize durante l'altra mano si salvò proprio in zona green. Di fronte uno dei colpi più difficili della gara, Mize imbucò miracolosamente con un lancio da 45 yard. Norman sbagliò il suo tentativo di fare birdie e avanzò corto per il secondo anno di fila. Norman trascorse un difficile 1987 in cui non vide nessuna vittoria né al PGA né durante il tour europeo. Godette di modesto successo tra il 1987 e il 1989, incluse le quattro vittorie in Australia nel 1988.
Vinse l'MCI Heritage Golf Classic all'Hilton Head Island, nel Sud Carolina nell'aprile del 1988, ispirato da un ragazzo affetto da leucemia che aveva come desiderio di incontrarlo e vederlo giocare; il ragazzo pensava di assisterlo solo per 2 round, ma il golfista fece in modo di fargli seguire il torneo fino alla fine, dopo di che Norman gli regalò il trofeo che aveva vinto. Ai Masters del 1989, arrivato alla settantaduesima buca, l'ultima del torneo, aveva bisogno di un par per arrivare agli spareggi o di un birdie per vincere, invece tentò un tiro colpendolo inconvenzionalmente con un ferro 1 che gli fece poi terminare la gara con un bogey perdendo così anche la chance di giocarsi il play-off.

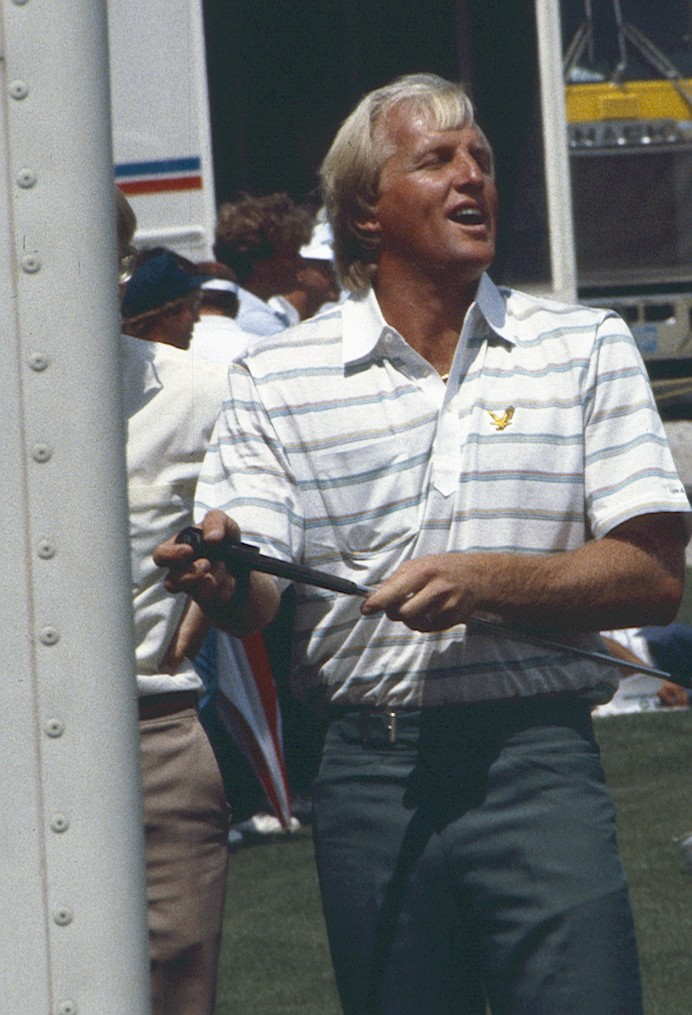
Greg Norman, anni 80

Ebbe un'altra grande occasione al major nel 1989, stavolta nell'Open Championship. Ha giocato brillantemente nel round finale conquistando un 64 e riuscendo ad arrivare ad uno spareggio con Mark Calcavecchia. I due giocatori sono arrivati alla buca base, la quarta in uno spareggio a quattro buche, con Norman allo stesso punteggio di Calcavecchia. Calcavecchia accorciò malamente il suo drive sulla destra mentre Norman tirò un fortissimo drive a giungere fino a metà del fairway a 310 iarde dal tee. Sfortunatamente per lui la palla rimbalzò sulla destra finendo in un bunker che lo inchiodò li per due colpi. Ancora una volta Norman fallì il tiro colpendo la palla sulla parete del bunker e facendola carambolare in un altro. Assottigliò quindi il tiro seguente e la palla andò di gran carriera fuori dal fosso. Quella fu la fine e Calcavecchia portò a casa il titolo. Nel 1990 Norman non raggiunse il taglio di metà classifica ai Masters per la prima volta nella sua carriera, ma riuscì a vincere il Doral-Ryder Open a marzo e il Jack Nicklaus's Memorial Tournament per la prima volta (Norman era in testa alla buca 54 ma il round finale venne cancellato a causa della pioggia, dandogli la vittoria). Perse anche due tornei in un modo tale che fecero da eco alle sue sconfitte contro Mize e Tway e che in seguito incrementarono la sua reputazione di giocatore sfortunato nel vincere tornei di golf.
Al torneo Nestlè Invitational a Orlando in Florida era in testa di un tiro finché Robert Gamez non imbucò un tiro da più di 170 iarde nella 72ª buca sorpassando l'ostacolo d'acqua e battendo Norman. Dopo poche settimane, Norman era in testa a pari merito nel torneo USF&G Classic in Louisiana quando David Frost imbucò un colpo dal bunker al lato del green dritto in 72ª buca, battendo Norman di un tiro. Magari non è stato l'anno migliore nelle major per Norman, ma è finito in cima alla lista dei vincitori di premi in denaro del PGA Tour per la seconda volta nella sua carriera oltre ad aver vinto il Trofeo Vardon e il Byron Nelson Award. Più tardi quello stesso anno vinse l'Australian Masters nel suo paese natale per la sesta volta, la sua ultima e il suo record.

### 1990-2009

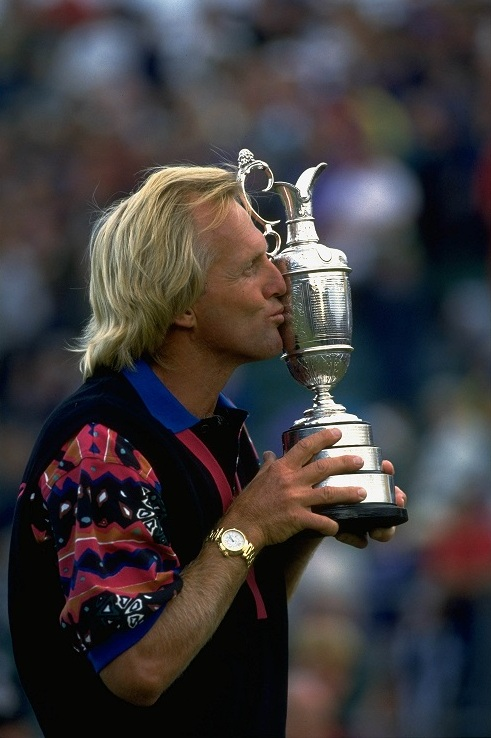
Norman bacia la Claret Jug, trofeo del British Open.

Dopo un periodo di crisi nel 1991-92, Norman ebbe un sensibile calo e chiese una mano al preparatore atletico Butch Harmon. Insieme, i due riportarono il gioco di Norman al meglio risolvendo i problemi meccanici che si erano insinuati nello swing del suddetto. Smentendo chi lo voleva già sul viale del tramonto Norman rimase competitivo anche negli anni novanta, vincendo il suo secondo major al Royal St George. In condizioni ideali, Norman sconfisse un board costellato di stelle, tra cui Nick Faldo, Bernhard Langer e Corey Pavin. Norman riportò un 64, il più basso score finale nella storia degli Open. Gene Sarazen, che si trovava al green della 18ª del St Georges più tardi disse del record di Norman: "non avrei mai pensato di vivere abbastanza per vedere un golf giocato in questo modo". Il partner di gioco di Norman, Langer ha commentato a sua volta definendolo il più bel round a cui avesse mai assistito. Il campionato PGA dell'anno è stato nuovamente messo in scena all'Inverness Club. Nell'ultimo green realizzò un putt di circa tre metri e mezzo chè è andato dritto alla buca senza riuscire a caderci dentro di poco, perdendo così lo spareggio successivo con Paul Azinger. Al PGA Championship del 1993, è diventato uno degli unici due giocatori ad aver gareggiato e, come Craig Wood, aver perso nei playoff di tutti e quattro i campionati più importanti. L'anno successivo al Players Championship, Norman polverizzò ogni record per gli score più bassi alle buche 18, 54 e 72. Dopo aver aperto con un 63 da record del percorso, proseguì con tre 67 che gli valsero un 24 sotto un totale di 264 - di sei colpi migliore di qualunque altro precedente vincitore.
Norman iniziò il 1995 con un terzo posto finale ai Masters, e si ritrovò alla guida dello U.S. Open alla 54ª buca. Anche se mantenne la leadership per gran parte della giornata, fu superato da Corey Pavin nelle ultime nove buche. In giugno, Norman vinse il suo secondo Memorial Tournament, una vittoria che segnò l'inizio di una delle sue migliori stagioni nel circuito PGA.
Dopo la sua vittoria agli Open Canon Greater Hartford, aiutato da un "chip-in-eagle" alla 14ª buca nel round finale, superò Nick Price come golfista numero 1 nel mondo e ha conosciuto la sua stagione migliore anche senza aver vinto un titolo major. Più avanti, ha vinto le NEC World Series of Golf, imbucando un colpo "birdie chip" di 70 piedi per battere Price in uno spareggio alla prima buca. In definitiva, ha detenuto il primo posto in classifica per 331 settimane nella sua carriera. Inoltre, è salito in cima alla lista dei vincitori di montepremi per la terza volta ed è stato nominato Giocatore PGA dell'Anno.
L'anno seguente, Norman arrivò ai Masters Tournament del 1996 dopo aver già vinto agli Open del Doral-Ryder (asebbene avesse perso il taglio al Players Championship e all'Invitational Bayhill in anticipo). Ha aperto il suo campionato con il record di campo di 63, che lo spinse alla vetta della classifica. Rimase al comando per tre giorni per giocare. Con 5 precedenti conclusioni nella top 5 ad Augusta, e il sesto colpo che lo tenne al comando. La vittoria a lungo attesa di Norman ai Masters sembrava ormai scontata.

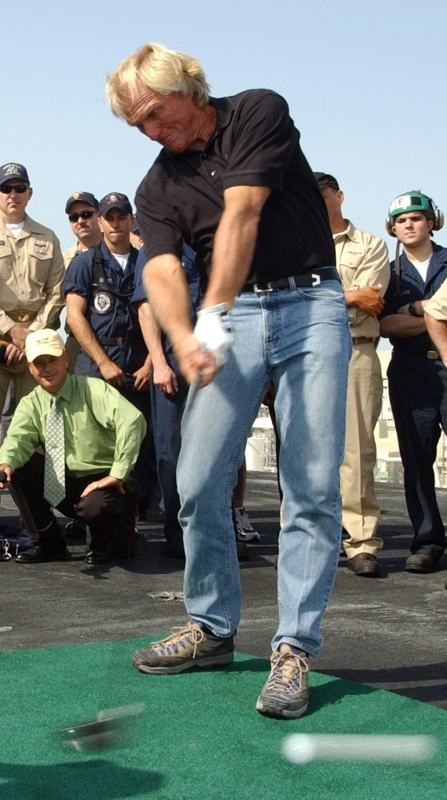
Greg Norman nel 2004.

In uno dei peggiori crolli nei maggiori campionati della storia (accompagnato da Ken Venturi il quale aveva chiuso il round finale con 80 nel Masters nel 1956 e aveva perso per un solo colpo, e il crollo di Rory McIlroy, anch'egli colpì un 80 nel 2011), arrivò in testa con sei colpi nel round finale e perse il torneo contro Nick Faldo di cinque colpi, segnando la domenica 78 colpi contro i 67 di Faldo. I sei punti in testa di Norman evaporarono velocemente con 3 bogey consecutivi nelle buche 9-11, e dopo che Norman trovò acqua nella 12ª buca, risultante di un doppio bogey, il compagno giocatore Faldo arrivò in testa.
Norman provò a darsi una possibilità nel finale, incluso un "eagle" alla quindicesima che finì sul bordo della buca mancandola di qualche millimetro e lasciando Norman in ginocchio. Forse il peggior colpo della sua carriera fu nella buca immediatamente successiva: un tiro curvo che finì nell'acqua ponendo fine a ogni possibilità di vittoria. ESPN, nella sua "ESPN25", per la celebrazione del 25º anniversario, classificò il disastro di Norman del 1996 come terzo più grande fallimento sportivo degli ultimi 25 anni. Nonostante le sconfitte, comunque, Norman ha ancora 30 chiusure nella top 10 nei major. Tornò a dominare l'evento successivo, lo U.S. Open a Oakland Hills nel 1996, dopo 36 buche, sebbene si fosse disfatto nel fine settimana.
Nel gennaio 1997, Norman incassò il suo più grande premio (1 milione di dollari), vincendo il Andersen Consulting World Championship of Golf (il precursore della WGC-Andersen Consulting Match Play Championship), facendo un birdie nell'ultima buca e battendo Scott Hoch nella finale della 36 buche. Lo stesso anno vinse altri due tornei del circuito PGA e tre tornei internazionali.
Nonostante non sia stato né in un torneo professionistico, né in un evento del PGA Tour, Norman ha avuto due scontri memorabili con Tiger Woods. Alla Presidents Cup del 1998 al Royal Melbourne Golf Club in Australia, ha dato un decisivo contribuito al successo del Team Internazionale contro quello Americano in cui giocava Tiger Woods. Norman e Woods hanno giocato una partita serrata, con quest'ultimo che è stato battuto per un colpo. In diverse circostanze, questo avrebbe potuto essere un match molto significativo al di là del coinvolgimento di star del golf, ma dato che il Team Internazionale (Norman) ha vinto per un margine ridotto contro il Team Americano (Woods), questo match ha avuto uno scarso effetto sul risultato finale, nonostante fosse uno scontro avvincente fra l'ex e l'attuale giocatore numero 1 nel mondo. Nonostante il match di Woods, la vittoria del Team Internazionale contro il Team Americano nel paese natale di Norman è stato uno dei grandi momenti della carriera di Norman, e al momento è ancora l'unica vittoria del Team Internazionale in un match della Presidents Cup. Dopo essersi imposto nel Franklin Templeton Shootout e nel Greg Norman Holden International, ormai ex torneo del circuito PGA europeo creato in suo onore, fu però frenato da diversi infortuni fisici da cui praticamente non si è più ripreso.
L'anno successivo al British Open ha parzialmente deluso giungendo solo sesto. Fece un altro tentativo ai Master del 1999, battendosi con José Marìa Olazabàl l'ultimo giorno, rimanendo anche brevemente in testa nel torneo dopo un eagle nella 13ª buca, prima di affievolirsi e finire in terza posizione dietro il vincitore Olazabal e Davis Love III. In seguito ha conosciuto un rapido declino per cui il suo nome sparì virtualmente dalle classifiche del golf mostrando solo qualche sprazzo del suo passato fulgore, a causa del logorio fisico e psichico, dell'età, dell'ormai scarsa fiducia in se stesso, della nuova tecnologia, dall'emergere di Tiger Woods e altri giovani golfisti, e/o del suo crescente coinvolgimento in iniziative imprenditoriali.

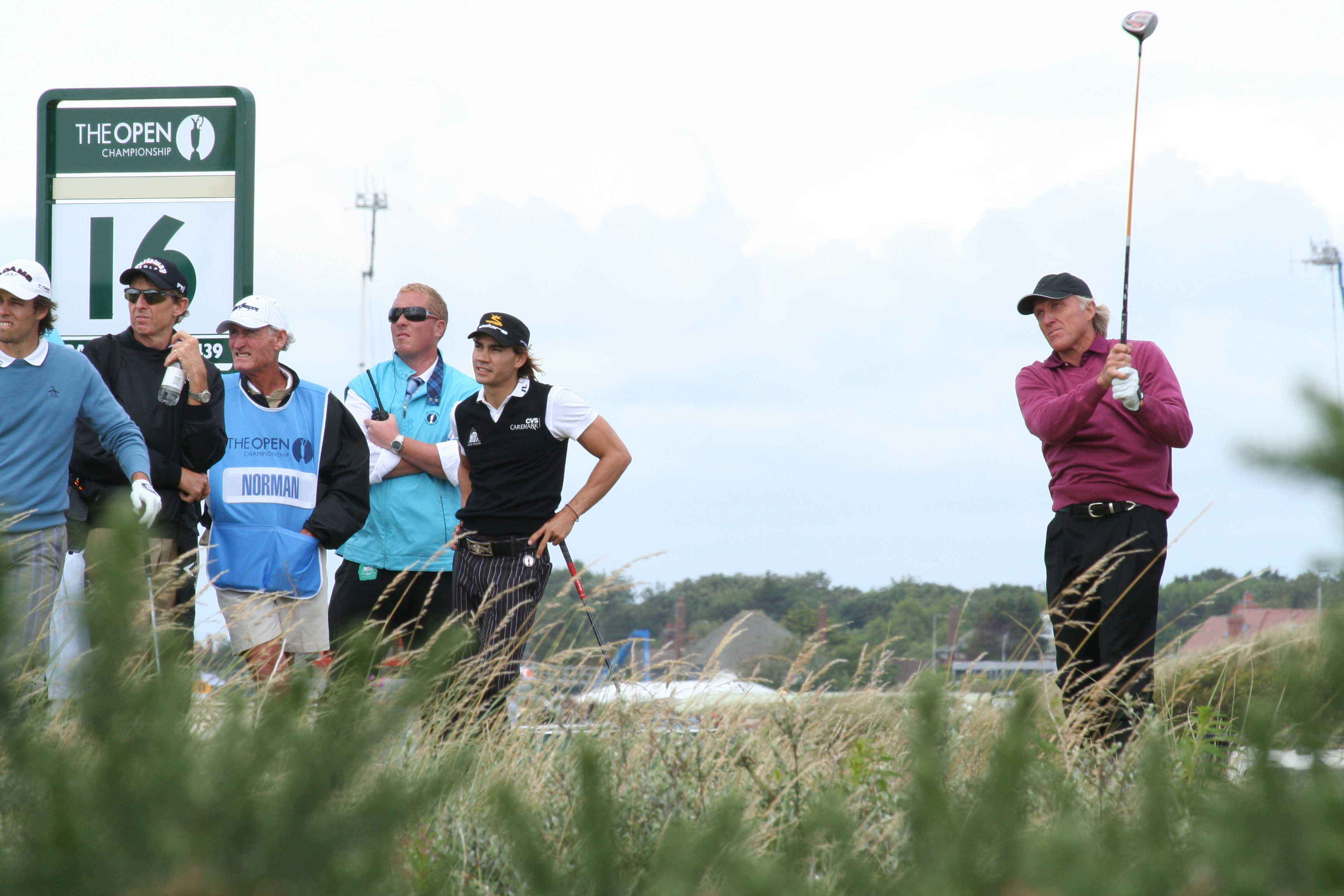
Greg Norman impegnato nel British Open del 2008.

Norman è stato in qualche modo ripagato nello Skins Game del 2001, nel quale non solo ha sconfitto Tiger Woods (cosi' come Colin Montgomerie e Jesper Parnevik), ma è stata anche l'unica persona nella storia degli Skins Game a spazzare tutti i soldi della vincita (1 milione di dollari) e lasciare gli altri giocatori, incluso Woods, a mani vuote. Questo è stato l'unico anno nel quale gli Skins Game è stato conteso sotto il controverso formato di validazione.
Nel luglio del 2008, nonostante il non aver giocato per tre anni in una gara professionale, Norman terminò l'Open Championship con 9 colpi sopra il par in uno spareggio per il terzo posto dopo essere stato in testa di due colpi alla buca 54. Ha stabilito il record di giocatore più anziano in testa alla buca 54 in un campionato professionale (infranto l'anno dopo da Tom Watson, sempre all'Open) e ha guadagnato l'invito di diritto ai Masters del 2009. Non disputava un Masters dal 2002. Nonostante abbia perso la sua brillantezza sportiva, si è dichiarato felice di aver dato alla sua seconda moglie e leggenda del tennis Chris Evert l'opportunità di vivere di persona il "Wimbledon del golf".
Norman ha giocato la sua partita di riscaldamento per il Torneo Master del 2009 agli Open di Shell Houston del PGA Tour al Golf Club di Redstone dove è arrivato fino a metà del taglio. È stato solo il quarto taglio che è riuscito a superare al PGA Tour dal 2004.

## Champions Tour

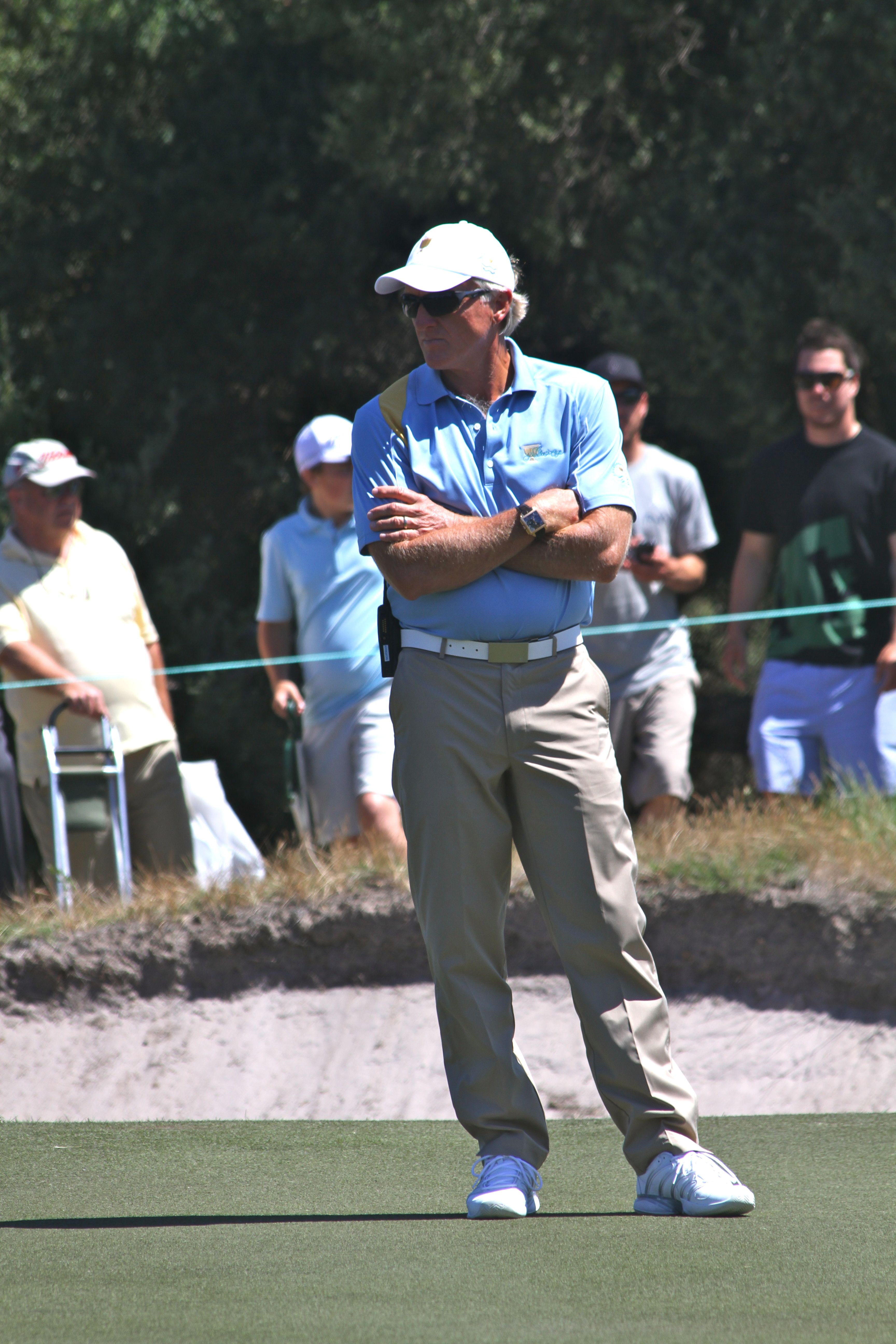
Greg Norman qui ripreso durante la Presidents Cup 2011.

Norman ha compiuto 50 anni nel febbraio del 2005, ma ha tenuto le distanze dai circuiti di golf senjor. In parte questo è dovuto ai suoi altri interessi, ma anche a causa delle ferite alla schiena e al ginocchio.
Ha subito un intervento chirurgico al ginocchio nel mese di ottobre 2005 e febbraio 2006. Norman ritiene che le sue lesioni alla schiena avrebbero potuto essere evitate se fosse stato introdotto il concetto di idoneità di golf all'inizio della sua carriera. Nel maggio 2008, Norman ha giocato solo nel terzo Tour Champion da quanto ha 50 anni, il 69º Senior PGA Championship a Oak Hill Country Club. Non avendo giocato a golf competitivo regolarmente negli ultimi anni, è rimasto in lizza per tutta la settimana e ha iscritto tre colpi alle spalle del vincitore finale Jay Haas (+7), posizionandosi così sul sesto posto.
Chris Evert, è stata la ragione più importante per cui Norman decise di entrare negli eventi del PGA e Champions Tours. "Dubito possa tornare a tempo pieno," disse Evert. "Ma per lui continuare a praticarlo, uno o due tornei al mese o qualcosa del genere, sarebbe ottimo. Io tiferei per lui al 100 per cento se è questo ciò che volesse fare." Dopo il successo clamoroso di Norman all'Open Championship, continuò con il suo forte modo di giocare, finendo in parità come quinto al Senior British Open Championship e quarto nel U.S. Senior Open dopo essere stato l'unico giocatore ad aver ottenuto un punteggio uguale o minore a 72 in tutte e quattro le giornate. Nel 2008 giocò in tutti e quattro i Major finendo tra i primi dieci in ciascuno di essi.
Nel Senior British Open Championship del 2009, ha detenuto il vantaggio nelle 54-buche dopo aver dominato tre round di seguito, esitando la domenica per finire al sesto posto, 3 colpi dietro al vincitore finale Loren Roberts.

## Vita privata
Ha avuto una breve relazione con l'ex tennista Sue Barker. Nel 1981 ha sposato Laura Andrassy, assistente di volo, da cui ha avuto due figli. I due si separarono nel 2006 a causa di una relazione extraconiugale del marito e divorziarono l'anno seguente. Nel 2008 ha sposato l'ex tennista statunitense Chris Evert da cui chiede il divorzio dopo un anno di matrimonio. Nel 2010 ha sposato Kirsten Kutner.

## Tornei Major

### Vinti (2)
| Anno | Torneo                    | 54 Buche                | Score                 | Margine | Secondo classificato |
| ---- | ------------------------- | ----------------------- | --------------------- | ------- | -------------------- |
| 1986 | The Open Championship     | al comando dal 1º colpo | E (74–63–74–69=280)   | 5 colpi | Gordon J. Brand      |
| 1993 | The Open Championship (2) | 1 colpo al passivo      | −13 (66–68–69–64=267) | 2 colpi | Nick Faldo           |

### Cronistoria dei risultati
| Torneo                | 1977 | 1978 | 1979 |
| --------------------- | ---- | ---- | ---- |
| The Masters           | DNP  | DNP  | DNP  |
| U.S. Open             | DNP  | DNP  | T48  |
| The Open Championship | CUT  | T29  | T10  |
| PGA Championship      | DNP  | DNP  | DNP  |

| Torneo                | 1980 | 1981 | 1982 | 1983 | 1984 | 1985 | 1986 | 1987 | 1988 | 1989 |
| --------------------- | ---- | ---- | ---- | ---- | ---- | ---- | ---- | ---- | ---- | ---- |
| Masters               | DNP  | 4    | T36  | T30  | T25  | T47  | T2   | T2   | T5   | T3   |
| U.S. Open             | DNP  | T33  | DNP  | T50  | 2    | T15  | T12  | T51  | WD   | T33  |
| The Open Championship | CUT  | T31  | T27  | T19  | T6   | T16  | 1    | T35  | DNP  | T2   |
| PGA Championship      | DNP  | T4   | T5   | T42  | T39  | CUT  | 2    | 70   | T9   | T12  |

| Torneo                | 1990 | 1991 | 1992 | 1993 | 1994 | 1995 | 1996 | 1997 | 1998 | 1999 |
| --------------------- | ---- | ---- | ---- | ---- | ---- | ---- | ---- | ---- | ---- | ---- |
| Masters               | CUT  | CUT  | T6   | T31  | T18  | T3   | 2    | CUT  | CUT  | 3    |
| U.S. Open             | T5   | WD   | DNP  | CUT  | T6   | 2    | T10  | CUT  | DNP  | CUT  |
| The Open Championship | T6   | T9   | 18   | 1    | T11  | T15  | T7   | T36  | DNP  | 6    |
| PGA Championship      | T19  | T32  | T15  | 2    | T4   | T20  | T17  | T13  | DNP  | CUT  |

| Torneo                | 2000 | 2001 | 2002 | 2003 | 2004 | 2005 | 2006 | 2007 | 2008 | 2009 |
| --------------------- | ---- | ---- | ---- | ---- | ---- | ---- | ---- | ---- | ---- | ---- |
| Masters               | T11  | CUT  | T36  | DNP  | DNP  | DNP  | DNP  | DNP  | DNP  | CUT  |
| U.S. Open             | CUT  | DNP  | T59  | DNP  | DNP  | DNP  | DNP  | DNP  | DNP  | DNP  |
| The Open Championship | DNP  | DNP  | T18  | T18  | CUT  | T60  | DNP  | DNP  | T3   | CUT  |
| PGA Championship      | CUT  | T29  | T53  | CUT  | DNP  | DNP  | DNP  | DNP  | DNP  | DNP  |

DNP = non partecipante

WD = ritirato

CUT = taglio mancato

"T" = pari merito
Sfondo verde per la vittoria. Sfondo giallo per la top-10.